# شورلت تاورا
شورلت تاورا (به انگلیسی: Chevrolet Tavera) خودرویی است که در گجرات، هند و  اندونزی تولید شده‌است. 
این خودرو در کلاس کامپکت ام‌پی‌وی قرار گرفته، طول آن در حالت طبیعی ۴٬۴۳۵ میلیمتر (۱۷۴٫۶ اینچ) و  عرض آن در حالت طبیعی ۱٬۶۸۰ میلیمتر (۶۶٫۱ اینچ) و  ارتفاع آن در حالت طبیعی ۱٬۷۶۵ میلیمتر (۶۹٫۵ اینچ)  است. سیستم جعبه‌دندهٔ آن ۵ دنده به صورت دستی است.